# Hănășești (Gârda de Sus), Alba
Hănășești este un sat în comuna Gârda de Sus din județul Alba, Transilvania, România.